# Акбузат
Акбуза́т (баш. Аҡбуҙат, тат. Акбүзат — светлый крылатый конь) — персонаж тюркского фольклора и мифологии, первопредок (тотемный предок) народа, богатырский конь-добродетель.

## Происхождение
Происхождение Акбузата связано, с широким распространением в среде тюркских народов тотемистических воззрений, а также культа коня, который играл важную роль в жизнедеятельности тюрков, а белый цвет символизировал благополучное рождение, счастливую жизнь, спокойную смерть и достойное погребение.

## В татарской мифологии
В татарской мифологии существует сюжет о двух божественных богатырских конях, Акбузате и Кукбузате (небесно-голубой конь), обитающих на небе, кони принимают участие в деяниях богатырей спускаясь на землю, затем вновь возносятся на небо, где они привязаны к железному колу (тат. Тимерказык — Полярная звезда) и пасутся вокруг него. Семь конокрадов (Большая Медведица) преследуют Акбузата и Кукбузата, с целью похищения, но догнать не могут.
Встречается также в татаро-мишарском фольклоре.

## В башкирском эпосе
В башкирской мифологии волшебный крылатый богатырский конь, родоначальник тулпаров. Конь Урал-Батыра, заглавный персонаж башкирского эпоса (кубаира) «Акбузат».
Описание красоты Акбузата принадлежит к числу наиболее разработанных и распространённых «общих мест» в поэтическом тексте эпоса «Урал-батыр». С незначительными вариациями оно повторяется и в других башкирских эпических произведениях:
| На спине его лежит седло… А к луке того седла Привешен меч, острый, как алмаз; Золотые удила в узде; Уши, словно шило, навострил, Грива расчесана, как у девушки, волосок к волоску, Ноздри — словно башкунак, Зубы — как дольки чеснока, Грудь — как у кречета, узок в боках, Ноги тонкие легки, Медью отливают, как у зайца, глаза, Двойная макушка, челюсть узка. Шея — длиной в колас, Дикий, орлиный взгляд… Уши, как ножницы, торчат… По сторонам беспокойно косит; Словно хваткий волк, Глазом влажным сверкает; В ярости жует удила, Пена падает с губ; Поскачет — птицей взлетит. Облако пыли оставляя за собой. |

## В культуре
Антонио Эммануилович Спадавеккиа совместно с Х. Заимовым написал оперу «Акбузат» («Волшебный конь») (впервые поставлена в 1942 году в Башкирском театре оперы и балета).
В 2016 году Алексей Кортнев и Сергей Чекрыжов написали рок-оперу «Белый конь. Златая птица (Акбузат)».

### Памятники
- В 2016 году в городе Ишимбае открыта скульптура «Акбузат»[6]. В 2017 году там же появился одноимённый арт-объект[6].
- В 2021 году в Бурзянском районе у озера Йылкысыккан открыт памятник высотой пять метров (самого коня 3,5 метра), отлитый на Каслинском чугунолитейном заводе[7].

## В других сферах
Расположенный в городе Октябрьском завод по производству профессиональной посуды из фарфора «Башкирский Фарфор» (ранее «Башкирский завод фарфоровых изделий», «Октябрьский завод фарфоровых изделий») выбрал в качестве логотипа крылатого коня.